# Спейд (Техас)
Спейд (англ. Spade) — переписна місцевість (CDP) в США, в окрузі Лемб штату Техас. Населення — 71 особа (2020).

## Географія
Спейд розташований за координатами 33°55′34″ пн. ш. 102°9′15″ зх. д. / 33.92611° пн. ш. 102.15417° зх. д. (33.926032, -102.154242).  За даними Бюро перепису населення США в 2010 році переписна місцевість мала площу 4,85 км², уся площа — суходіл.

## Демографія
Згідно з переписом 2010 року, у переписній місцевості мешкали 73 особи в 32 домогосподарствах у складі 19 родин. Густота населення становила 15 осіб/км².  Було 42 помешкання (9/км²).
Расовий склад населення:
| - 75,3 % — білих - 9,6 % — чорних або афроамериканців - 15,1 % — осіб інших рас |

До двох чи більше рас належало 0,0 %. Частка іспаномовних становила 34,2 % від усіх жителів.
За віковим діапазоном населення розподілялося таким чином: 21,9 % — особи молодші 18 років, 67,1 % — особи у віці 18—64 років, 11,0 % — особи у віці 65 років та старші. Медіана віку мешканця становила 46,3 року. На 100 осіб жіночої статі у переписній місцевості припадало 102,8 чоловіків;  на 100 жінок у віці від 18 років та старших — 111,1 чоловіків також старших 18 років.
Цивільне працевлаштоване населення становило 27 осіб. Основні галузі зайнятості: сільське господарство, лісництво, риболовля — 44,4 %, освіта, охорона здоров'я та соціальна допомога — 33,3 %, будівництво — 22,2 %.